# The Summit
The Summit är en ort i Australien. Den ligger i kommunen Southern Downs och delstaten Queensland, omkring 160 kilometer sydväst om delstatshuvudstaden Brisbane. Antalet invånare är 272.
Trakten runt The Summit är nära nog obefolkad, med mindre än två invånare per kvadratkilometer.. Närmaste större samhälle är Stanthorpe, nära The Summit. 
I omgivningarna runt The Summit växer huvudsakligen savannskog. Genomsnittlig årsnederbörd är 1 201 millimeter. Den regnigaste månaden är januari, med i genomsnitt 242 mm nederbörd, och den torraste är juli, med 35 mm nederbörd.